# سرباز اسلام
سرباز اسلام فیلمی به کارگردانی و نویسندگی امان منطقی محصول سال ۱۳۵۹ است.

## خلاصه داستان
یک مبارز مسلمان در درگیری با مأمورین امنیتی مجروح می‌شود. خواهرش او را از چنگ مأمورین می‌رهاند و به خانه ای پناهنده می‌شود، که پسر یک مقام عالی رتبهٔ ساواک، که غیر مسلمان است، به این خانه رفت و آمد دارد. پسر جوان به دختر دل می‌بازد، اما پدرش، مأمور ساواک، که مخالف ازدواج آن هاست اسباب دردسر خواهر و برادر مبارز را فراهم می‌کند. در نتیجه برخوردهای خواهر و برادر پسر تحت تأثیر قرار می‌گیرد و به دین اسلام می‌گرود و با دختر ازدواج می‌کند. چندی بعد او و برادر دختر در درگیری با مأمورین امنیتی کشته می‌شود.

## بازیگران
- سعید سیدزاده
- شیرین گلکار
- حسین خانی‌بیک
- محمد بنایی
- فرامرز سیاوشی
- افلاکیان
- یعقوب شریف‌زاده
- حسین بیک
- محمد برقعی
- علی ترابی
- فریدون شیوا
- مهران مشرفی
- محمد گیلانی
- کیومرث ملک‌مطیعی